# Hugues Aufray
Pour les articles homonymes, voir Aufray et Auffray.
Hugues Aufray, né Hugues Jean-Marie Auffray le 18 août 1929 à Neuilly-sur-Seine (Seine, aujourd'hui Hauts-de-Seine), est un auteur-compositeur-interprète, guitariste et sculpteur français. Souvent poétiques, ses chansons évoquent notamment les voyages, l'amitié, la fraternité.
Il est aussi célèbre pour ses reprises en français des chansons de Bob Dylan qu'il a connu lors de son séjour à New York.
Il enregistre 39 albums (dont 31 en studio) et 75 singles en plus de 65 ans de carrière. Parmi ses titres les plus célèbres, on compte Santiano, Stewball, Céline, Le Petit Âne gris, Hasta Luego et Adieu monsieur le professeur.
En mars 2023, à la mort de Marcel Amont, il devient l'artiste masculin le plus âgé de la chanson française encore en activité.

## Biographie

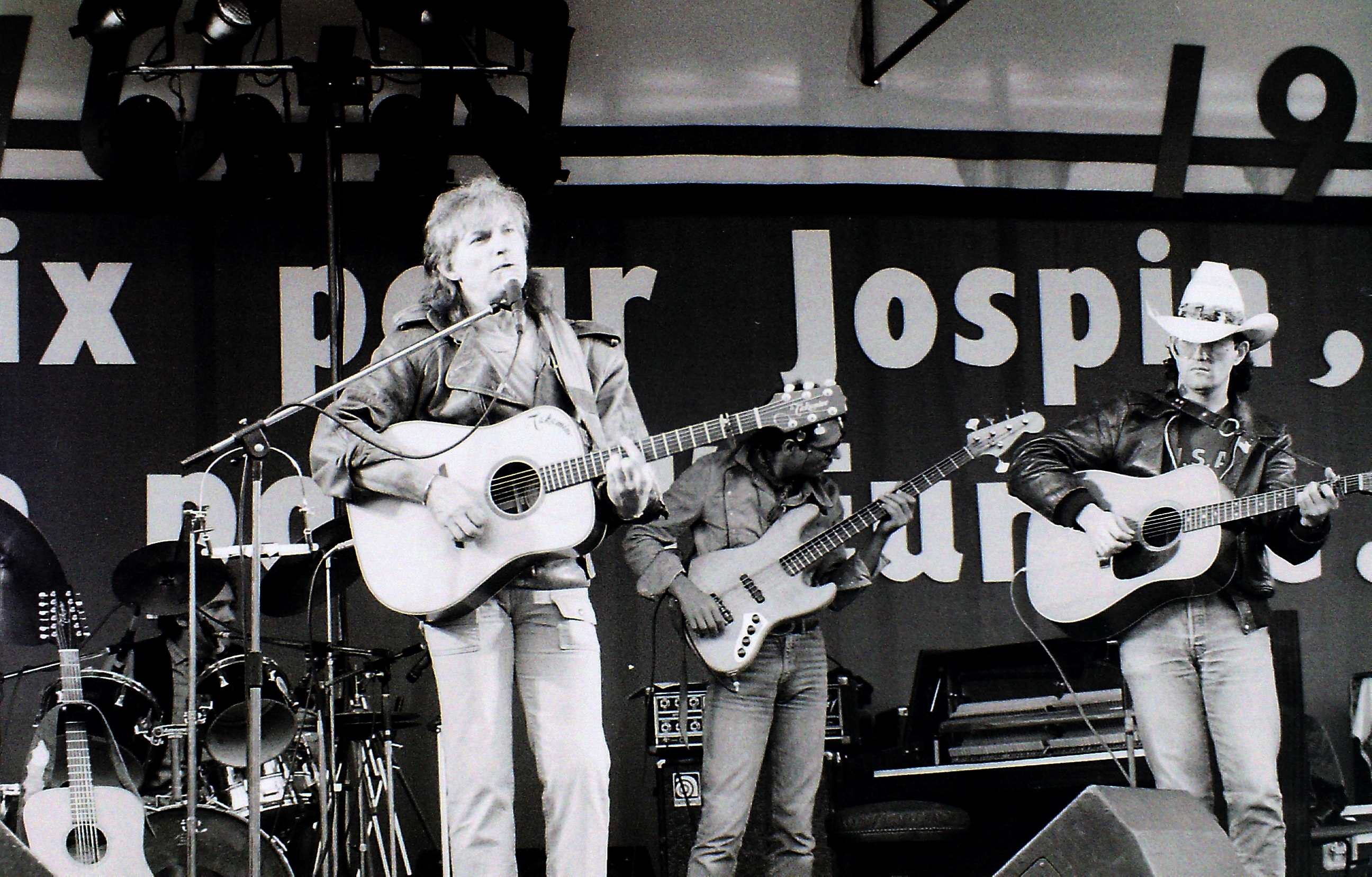
Hugues Aufray en concert à Villeneuve-d'Ascq dans le cadre des Européennes de 1984.

### Famille et formation
Hugues Jean-Marie Aufray est le troisième fils de l'industriel Henry Auffray (1898-1977)(lui-même fils de l'homme politique Jules Auffray) et d'Amyelle de Caubios d'Andiran (1898-1992). Il est le frère du physicien Jean-Paul Auffray (1926-2022), de l'actrice Pascale Audret (1935-2000) et l'oncle de l'actrice Julie Dreyfus. Il a également eu un autre frère, Francesco (1928-1955), chanteur classique, dont le suicide à l'âge de 27 ans à Montréal pour chagrin d'amour l'a profondément marqué. Il est également, par son père, l'arrière-petit-fils du philosophe Amédée de Margerie.
Quand les parents d'Hugues Aufray divorcent la famille quitte Paris pour Sorèze dans le Tarn, terre de leurs aïeux, où il est élevé par sa mère. Pendant la guerre il est élève (1941-1945) au collège de Sorèze,, chez les dominicains.

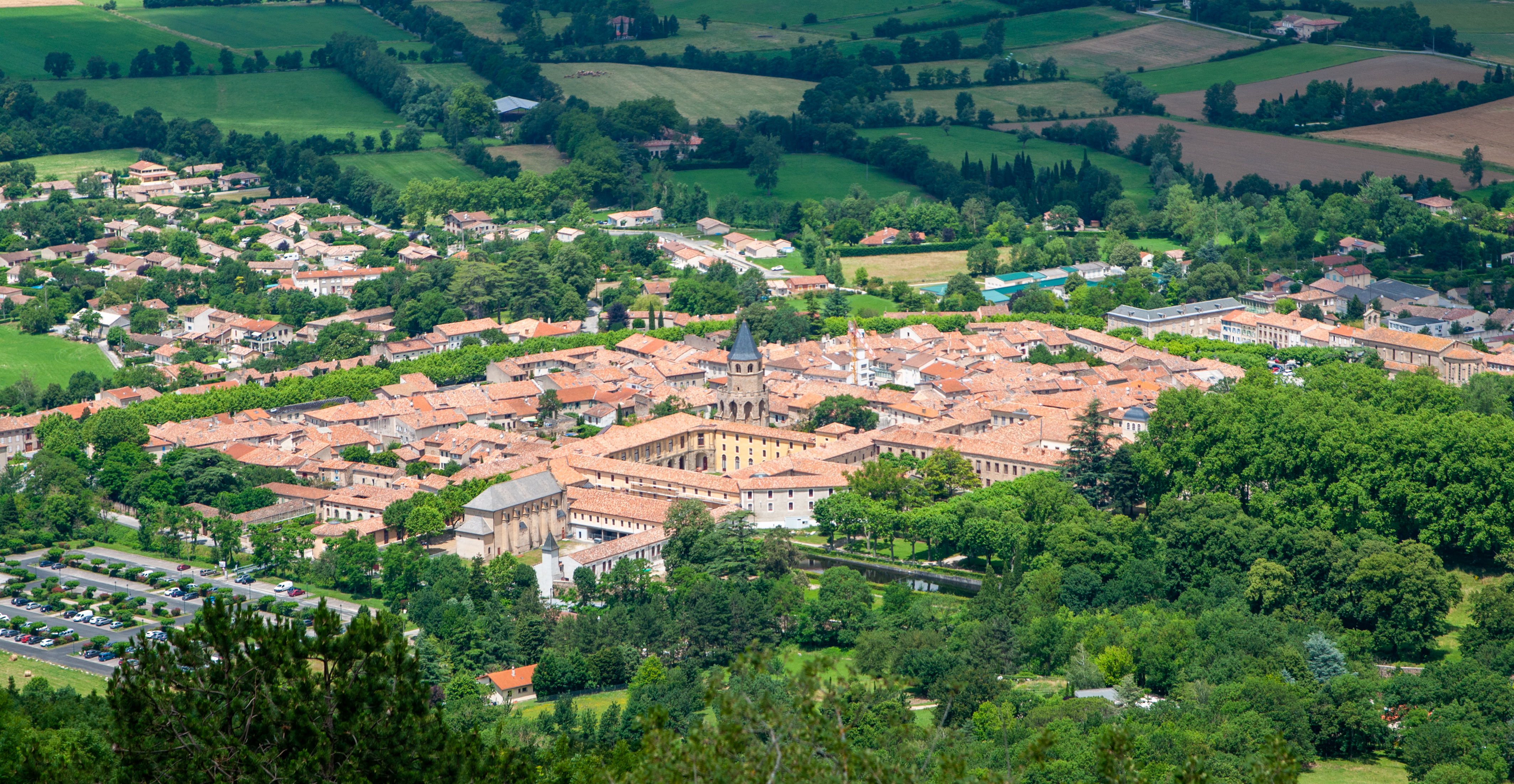
Vue de Sorèze

En 1945 Hugues Aufray rejoint son père à Madrid, où il poursuit sa scolarité au lycée français. Il demeure trois ans dans cette ville, puis regagne la France et commence à chanter en espagnol. Puis, très vite, il interprète les chansons de Félix Leclerc, Georges Brassens, Serge Gainsbourg et d'autres chanteurs. Finissant 2e du concours Les Numéros 1 de Demain,, il est remarqué par Eddie Barclay qui lui fait enregistrer son premier disque en 1959.

### Carrière
En 1961 Aufray sort Santiano, adaptation par le parolier Jacques Plante d'une chanson de marins d'origine irlandaise. Ce sera le premier vrai succès d'Hugues Aufray.
La même année, Maurice Chevalier l'invite à New York où il reste finalement un an. Il passe pendant ce séjour un contrat avec le célèbre cabaret de Manhattan, le Blue Angel, où il rencontre un groupe formé de trois jeunes débutants  Peter, Paul and Mary, qui interprète des chansons d'un dénommé Bob Dylan. Peter, Paul et Mary introduisent Hugues Aufray dans le milieu des « folk-singers » et c'est à cette occasion qu'il va à Greenwich Village rencontrer Bob Dylan avec qui il se lie d'amitié rapidement. Hugues Aufray dit dans ses mémoires et interviews : « C'est un souvenir indescriptible, j'avais l'impression purement instinctive que c'était la chose la plus importante que j'avais vue de ma vie alors que je ne comprenais pas un mot d'anglais. » C'est ainsi qu'Hugues Aufray devient l'un des premiers chanteurs français à adapter les chansons de Bob Dylan au milieu des années 1960.

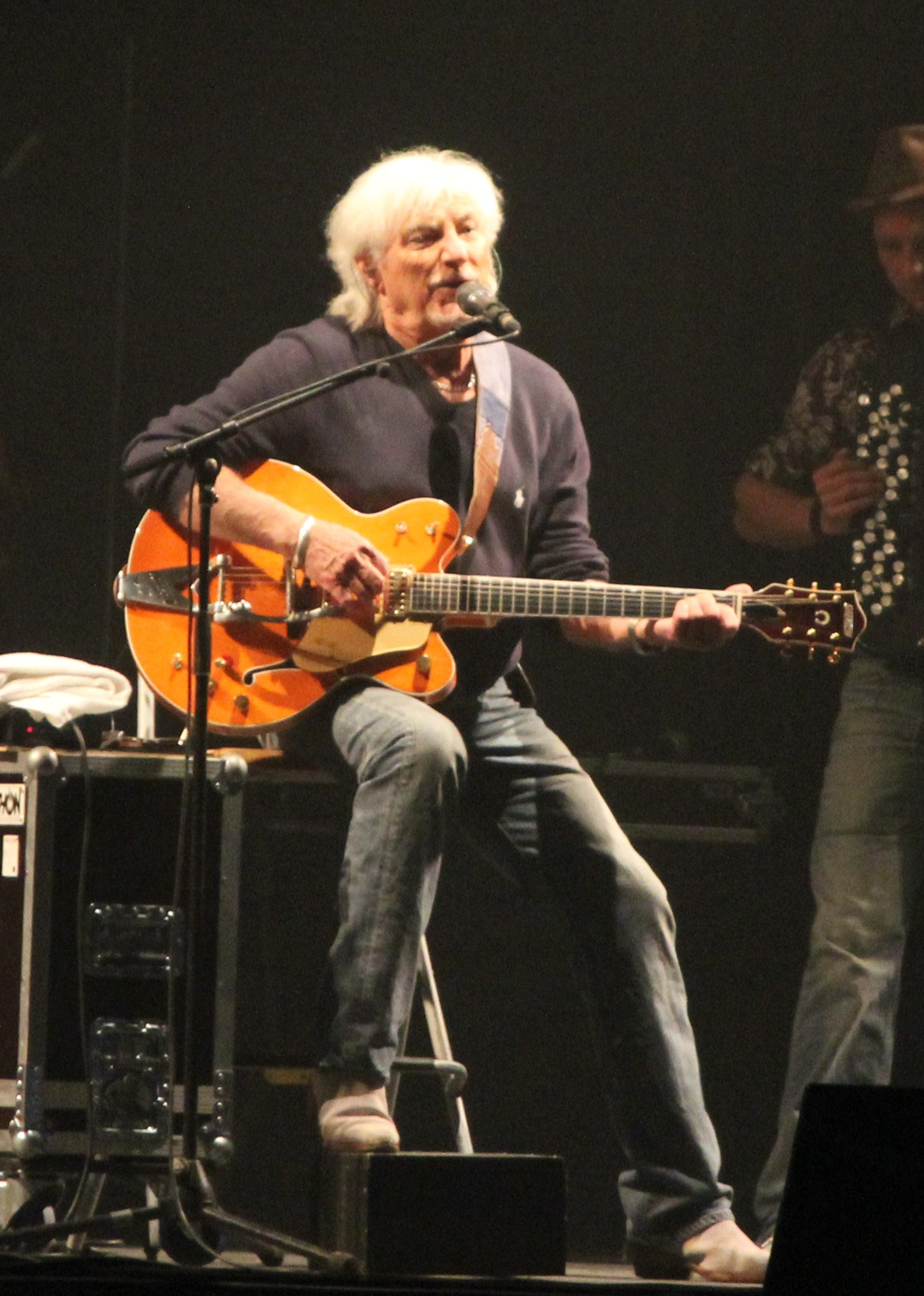
Hugues Aufray sur scène en 2011 à Lorient.

 En 1964 Hugues Aufray représente le Luxembourg au Concours Eurovision de la chanson et se classe quatrième avec la chanson Dès que le printemps revient. L'année suivante Aufray sort l'album Aufray chante Dylan, dans lequel il adapte des chansons de Dylan en compagnie du musicien Jean-Pierre Sabar et du parolier Pierre Delanoë.
En 1966 Aufray sort un EP (ou super 45 tours) comprenant quatre titres, dont Céline, une chanson originale, et Stewball, adaptation d'une ballade traditionnelle irlandaise. Ces deux chansons connaissent un grand succès et sont aujourd'hui parmi les plus connues de l'artiste.
En mai 1966, au Palais des Sports de Paris, à l'occasion du premier concert contre le racisme, il chante pour Martin Luther King Les Crayons de couleur, adaptation de la chanson allégorique What color is a man.
1968 voit la sortie de Adieu monsieur le professeur. Coécrite par Aufray, Vline Buggy et Jean-Pierre Bourtayre, interprétée par Aufray, la chanson acquiert rapidement le statut de classique de la chanson francophone.
Auteur de nombreuses chansons dont il réalise parfois les arrangements ou la musique, il en co-signera beaucoup avec les paroliers Vline Buggy et Pierre Delanoë, de même que Jacques Plante, Claude Morgan, etc. Hugues Aufray puise son répertoire dans le folklore espagnol, anglo-saxon et latino-américain, mais aussi dans le blues et le rock. Il travaille également avec de nombreux compositeurs, entre autres André Georget, Jean-Pierre Sabar, Georges Augier de Moussac, Guy Magenta, ainsi qu’avec le poète algérien Lounis Ait Menguellet.

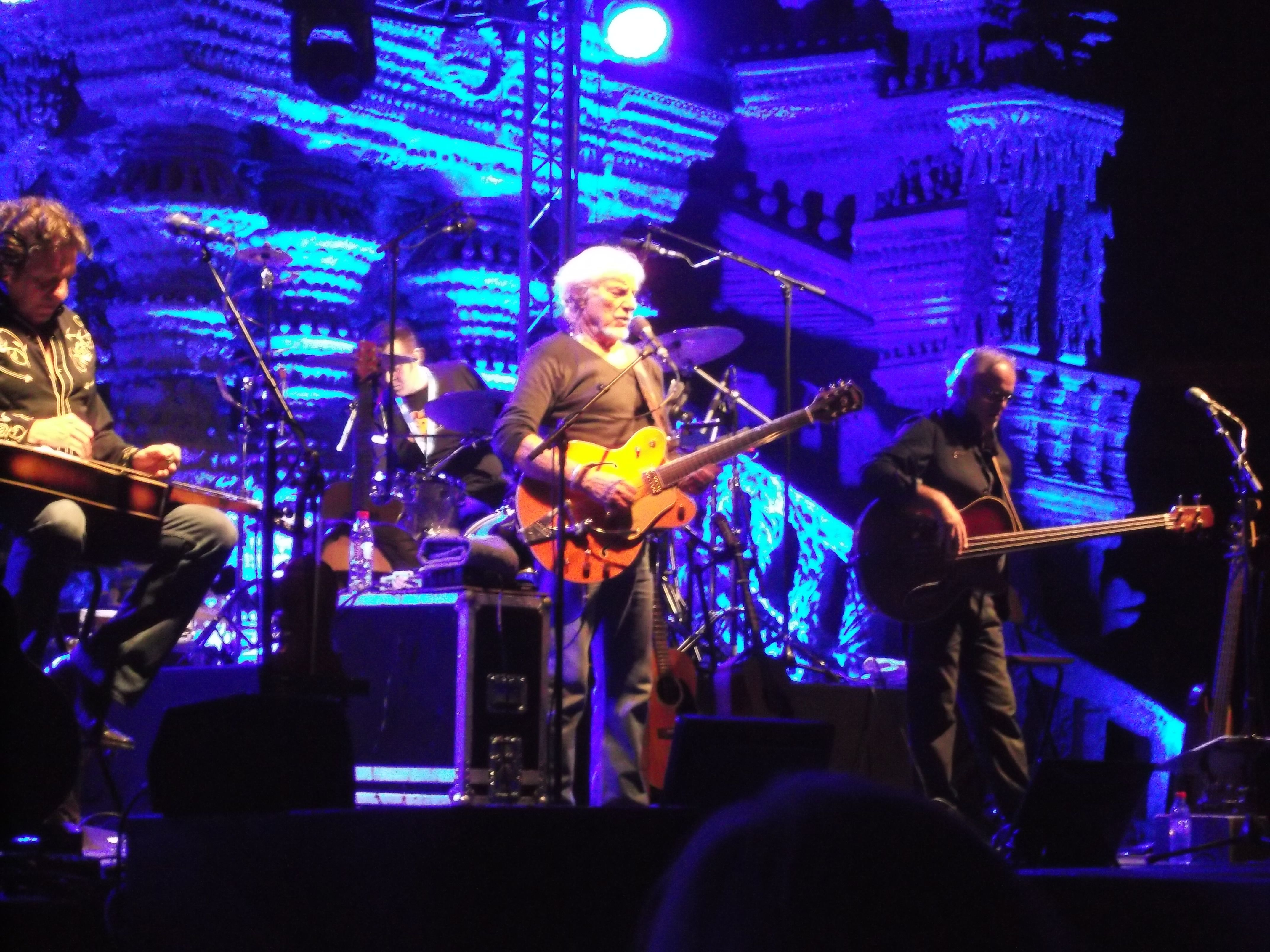
Hugues Aufray en récital au Palais Idéal du Facteur cheval, le 28 juillet 2012.

Certaines de ses chansons sont très connues et font désormais partie du patrimoine français, comme Céline, Stewball, Hasta Luego (dédiée à Michel Jaouen), Adieu monsieur le professeur, Le Rossignol anglais, Les Crayons de couleur, L’Épervier, Dès que le printemps revient ou Santiano.
Ses traductions de textes anglo-saxons, notamment ceux de Bob Dylan, édulcorent souvent la crudité du texte originel (comme Mr Tambourine Man). Les arrangements musicaux qui font la part belle à la guitare acoustique dénotent une influence du folk américain. Il est aussi le premier à se produire sur scène accompagné d'un skiffle group.
Il figure sur la photo du siècle prise par Jean-Marie Périer en avril 1966, qui réunit 46 vedettes françaises du yéyé.
En juillet 1984 il chante The Times They Are a-Changin' en duo avec Bob Dylan au parc de Sceaux et à Grenoble.
Hugues Aufray vit dans l'ancienne maison du sculpteur Aristide Maillol, à Marly-le-Roi. Auparavant, il habitait à Marnes-la-Coquette et était voisin de Johnny Hallyday . Passionné d'équitation, il crée des spectacles équestres (les Cavaliers sans frontière), des stages d'équitation pour enfants et un ranch dans les Alpes. Cette passion est née à l'Abbaye-école de Sorèze où il a suivi ses études secondaires, école qui entretenait jusqu'à sa fermeture une écurie de chevaux de selle pour la formation des élèves. Son nom apparaît sur les tableaux des anciens élèves accrochés dans les couloirs de l'établissement. Il s'est aussi beaucoup intéressé à la voile et consacre une partie de son répertoire à la mer et aux marins.
Il ne cesse de se produire en tournée dans toute la France et dans les pays francophones. Il est en octobre 2014 une des vedettes de la tournée Rendez-vous avec les Stars.
Il participe à la tournée Âge tendre en novembre 2016, aux côtés de nombreux artistes tels que Gérard Lenorman et Sheila.
En 2021 il écrit une nouvelle chanson Au-delà des frontières et des étoiles en hommage à Thomas Pesquet. Par l'intermédiaire de Boris Diaw, cette chanson est partie dans l'espace avec Thomas Pesquet.
En 2022 la Société des Poètes et Artistes de France (S.P.A.F.) organise son 63e Congrès international à Sorèze, en Occitanie, durant lequel Hugues Aufray est honoré du Grand Prix International de Poésie Francophone, saluant l'ensemble de son œuvre et de sa carrière.
En 2024, il repasse par l'Olympia à guichets fermés, dans le cadre de son nouveau spectacle "Hugues Aufray en tournée".

## Vie privée

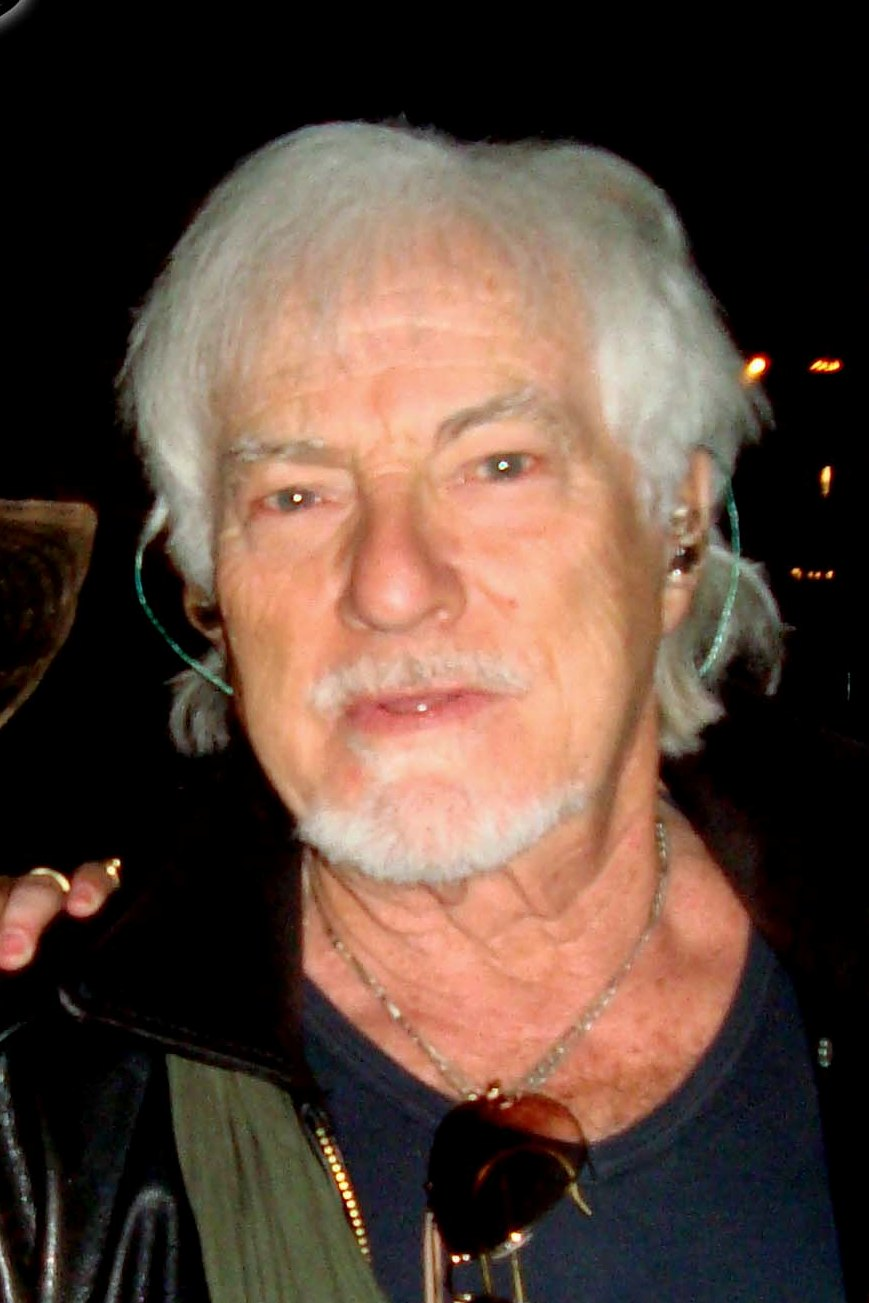
Hugues Aufray en septembre 2012 après son concert en Belgique.

En 1949-50, Hugues Aufray fait son service militaire au 27e bataillon de chasseurs alpins, à Annecy, pour lequel il est volontaire et dont il garde un très bon souvenir. Il se marie le 18 décembre 1951 avec Hélène Faure, danseuse, petite-fille de l'historien d'art Élie Faure, morte le 6 octobre 2022. Le couple a deux filles, Marie (née en 1954) et Charlotte (née en 1959). Sans rompre ce lien familial, depuis 2005 il partage sa vie avec une jeune compagne, Murielle Mégevand (née en 1974),, avec laquelle, âgé de 94 ans, il se marie le 2 septembre 2023 à l'église Saint-Vigor de Marly-le-Roi en présence de Jean-Luc Reichmann, Dave, Renaud et Jean-Luc Van Den Heede. Il a cinq petits-enfants et deux arrière-petites-filles.
Passionné d'équitation, il possède notamment trois Barbes, chevaux d'origine nord-africaine. Plusieurs de ses chansons font référence aux chevaux, notamment Stewball.
Hugues Aufray est chrétien.
Il est ami avec le chanteur américain Bob Dylan, le chanteur français Renaud, l'écrivain Alain Wodrascka et l'acteur Jean Reno. Il fut également un ami proche des chanteurs Guy Béart, Carlos et Johnny Hallyday. Il est le parrain du bateau Adrien du navigateur Jean-Luc Van Den Heede.
Quand il ne se consacre pas à sa carrière de chanteur, Hugues Aufray peint et sculpte. Son premier bronze, Hommage à Bob Dylan, est exposé à la Cité de la musique à Paris en 2012, à l'occasion d'une exposition consacrée à l'artiste américain.

## Vie publique

### Engagements
Il se bat pour de nombreuses causes et soutient officiellement, en 2011, le chef Raoni dans sa lutte contre le barrage de Belo Monte.
Il est membre du comité d'honneur de l'Association pour le droit de mourir dans la dignité (ADMD).
En 2012 il participe au single caritatif Je reprends ma route en faveur de l'association Les voix de l'enfant.
Fin 2016 Hugues Aufray annonce qu'il se présente à l'élection présidentielle de 2017 pour défendre les idées du Cercle des gens de peu, un groupement politique qui se revendique « monarchiste » et « d'extrême gauche ». Néanmoins, il renonce après qu'une enquête de Marianne révèle que derrière ce mouvement se cacherait « un groupuscule d'extrême droite, le Lys noir, fondé par Rodolphe Crevelle, un militant royaliste et nationaliste ». Malgré cette prise de distance Hugues Aufray ne se désolidarise pas totalement du mouvement et considère que ce soutien éphémère fut une occasion de médiatiser « des propositions dont personne ne parle », rappelant par ailleurs que « les pays les plus stables d'Europe sont des monarchies ».
Il soutient Jean Lassalle, le candidat du parti Résistons, aux élections présidentielles de 2017 et de 2022.
En janvier 2024 il apporte son soutien au Premier ministre Gabriel Attal.

### Hommages

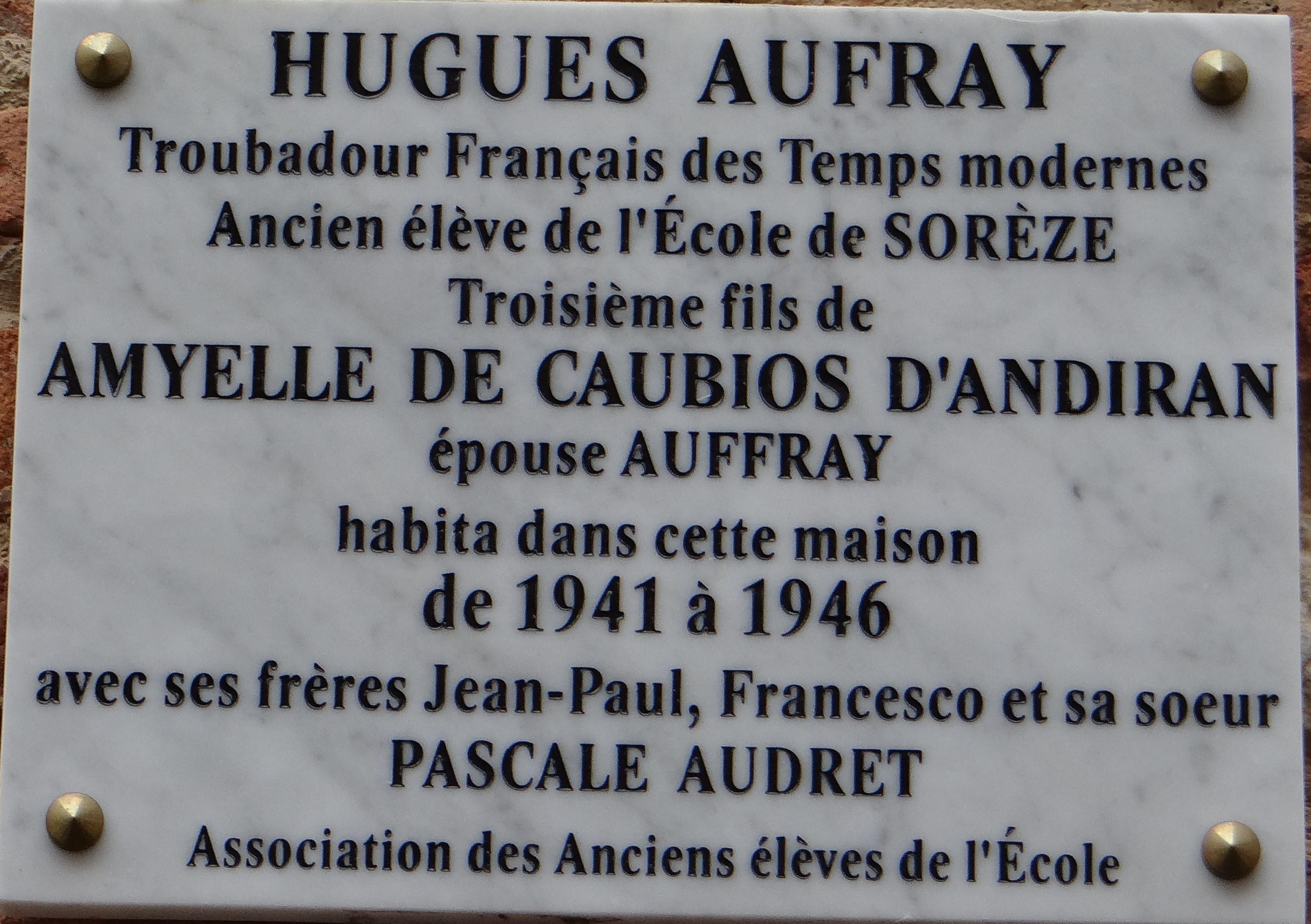
Plaque commémorative à Sorèze.

Son nom a été donné à cinq écoles maternelles et primaires et à une salle de spectacles située à Saint-Clément-de-la-Place, près d’Angers.
Une plaque commémorative a été placée devant la maison où il a vécu à Sorèze, dans le Tarn.

## Répertoire par auteur
Troubadour métisseur de cultures musicales, il adapte en français des chansons américaines de Bob Dylan, Roger Miller, etc., des musiques du folklore américain et des chansons sud-américaines. Outre sa reprise de la chanson Yesterday des Beatles (Je croyais) ; il a aussi repris des chansons de Serge Gainsbourg, Félix Leclerc et Georges Brassens.

### Lui-même
- Monsieur le Soleil
- Je reviens (Les portes de Saint-Malo, musique andine La Boliviana, 1963)
- Oui, tu verras (1963)

### Bob Dylan
- Au cœur de mon pays (Heartland)**
- Ballade de Hollis Brown (Ballad of Hollis Brown)*
- Cauchemar psychomoteur (Motorpsycho Nitemare (en))*
- Ce n'était pas moi (It Ain't Me, Babe)*
- Ce que je veux surtout (All I Really Want to Do)*
- Comme des pierres qui roulent (Like a Rolling Stone)**
- Corrina Corrina*
- Dans le souffle du vent (Blowin' in the Wind)**
- Dieu est à nos côtés (With God on Our Side)*
- Jeune pour toujours (Forever Young)**
- Knock knock ouvre-toi porte d'or (Knockin' on Heaven's Door)**
- La Fille du Nord (Girl from the North Country)*
- La mort solitaire de Hattie Caroll (The Lonesome Death of Hattie Carroll)*
- Le blues du hors-la-loi (Outlaw blues (en))**
- Le fugitif (Wanted Man)#[44]
- Le jour où le bateau viendra (When The Ship Comes In)*
- Les temps changent (The Times They Are a-Changin')*
- L'homme dota d'un nom chaque animal (Man Gave Names to All the Animals)**
- L'homme orchestre (Mr. Tambourine Man) * et **
- Maggie la ferme (Maggie's Farm)**
- Mais qu'est ce que tu voulais ? (What was it you wanted ?) **
- Nous serons libres (I Shall Be Released)**
- N'y pense plus, tout est bien (Don't Think Twice, It's All Right) 1964*
- Oxford Town*
- Si tu dois partir, va-t'en (If You Gotta Go, Go Now) **
- Tout comme une vraie femme (Just Like a Woman)##[45]
- Tout l'mond'un jour s'est planté (Rainy Day Women ♯12 & 35)**

- Les titres suivis d'un astérisque sont interprétés en 1965 et figurent dans l'album Aufray chante Dylan.
- Les titres suivis de deux astérisques figurent dans l'album Aufray Trans Dylan (1995)

### Roger Miller
- Dou wakadou
- On est les rois (King of the road)
- Pends-moi (Dang Me (en))

### Félix Leclerc
- Attends-moi 'ti-gars'
- Bozo
- Ce matin-là
- Comme Abraham
- Dialogue des amoureux
- Elle n'est pas jolie
- J'ai deux montagnes à traverser
- La chanson du pharmacien
- La fille de l'île
- La mer n'est pas la mer
- Le bal
- Le petit bonheur
- Moi, mes souliers
- Notre sentier
- Tirelou
- Y'a des amours

### Jean-Pierre Sabar
- Au doux rivage
- Bye bye Moorea Tahiti
- L'enfant sauvage (1984)
- Tendez-lui la main
- Tendons-nous la main
- La Sévillane (1999)
- La terre est si belle (1976)
- Le siècle des enfants (1999)
- L'eau de ta bouche (1999)
- Quel est ce chant si pur ? (du cantique breton Pe trouz war an douar, 1999)
- Quel est ce grand vacarme ? (du cantique breton Pe trouz war an douar, 1999)

### Charles Trenet
- Nuit d'hiver

### Jacques Plante
- Santiano (Santy Anna, Chant de marins d'origine anglaise)

### Nino Ferrer
- Le Sud

## Discographie

### 45 tours
- 1959 : Ecoute mon cœur
- 1959 : Y'avait Fanny
- 1960 : La complainte de Mackie
- 1960 : Le jugement dernier
- 1961 : San Miguel
- 1961 : Tucumcari
- 1961 : Santiano
- 1962 : Loin de toi
- 1962 : Georgia
- 1963 : Je reviens
- 1963 : C'est pas la peine
- 1964 : Tout le long du chemin
- 1964 : Dès que le printemps revient
- 1964 : À bientôt nous deux
- 1965 : Debout les gars
- 1965 : Le rossignol anglais
- 1965 : Dou Wakadou
- 1965 : L'homme orchestre
- 1966 : Le jour où le bateau viendra
- 1966 : Ce n'était pas moi
- 1966 : Céline
- 1966 : Il faut ranger ta poupée
- 1967 : La blanche caravelle
- 1967 : Petit frère
- 1967 : Dam di dam
- 1967 : De velours noir
- 1968 : Je n'en reviens pas
- 1968 : Le calendrier de Fabre Eglantine
- 1968 : Je ne pourrai t'oublier tout à fait
- 1968 : Des jonquilles aux derniers lilas
- 1969 : L'infidèle
- 1969 : Adieu monsieur le professeur
- 1969 : Dis-moi qui jadis (avec Pascale Audret)
- 1969 : La nuit est belle
- 1970 : Un mur, un ruisseau, un jardin et des fleurs
- 1970 : Moi et mon camion
- 1970 : Lucky Fair
- 1970 : Je voudrais mourir avant toi
- 1971 : Avec amour
- 1971 : Adage pour elle
- 1971 : Le fugitif
- 1972 : Des femmes et du tabac
- 1972 : Lila
- 1972 : Garlick
- 1973 : Vous ma Lady
- 1973 : Le neveu d'Amérique
- 1973 : Hasta Luego
- 1974 : Nicole
- 1974 : Ton premier chagrin d'amour
- 1974 : Le moral à zéro
- 1975 : Avec amour
- 1975 : Il faut ranger ta poupée
- 1976 : Tchin tchin
- 1976 : J'y crois
- 1977 : La terre est si belle
- 1977 : Aquarium
- 1978 : Dernières vacances
- 1978 : Redoutable
- 1979 : Barco de papel
- 1979 : Emile Emilia
- 1980 : Hugues
- 1980 : La cucaracha
- 1981 : Mes vieux trucs de cow-boy
- 1982 : Caravane
- 1983 : Bye-bye Tahiti
- 1984 : Dieu que c'est dur d'être modeste
- 1985 : Petit homme
- 1986 : À propos d'un détail
- 1987 : Tu t'en iras
- 1988 : SOS América
- 1989 : Mes petites odalisques
- 1990 : Fils
- 1991 : La Terre est si belle
- 2020 : Hugues Aufray chante Noël

### Albums studios
- 1962 : Santiano
- 1963 : Hugues Aufray
- 1964 : Dès que le printemps revient
- 1965 : Aufray chante Dylan
- 1966 : Horizon
- 1967 : Si j'étais capitaine
- 1968 : Hugues
- 1969 : Folks
- 1970 : Avec amour
- 1971 : Le fugitif
- 1972 : Garlick
- 1973 : Nicole
- 1974 : Hugues/Aufray
- 1975 : Hugues and his folks
- 1976 : Aquarium
- 1977 : Transatlantic
- 1980 : Hugues
- 1981 : Caravane
- 1985 : L'enfant sauvage
- 1987 : Tu t'en iras
- 1991 : La Terre est si belle
- 1993 : Little troubadour
- 1995 : Aufray trans Dylan
- 1999 : Chacun sa mer
- 2001 : Aux vents solitaires
- 2005 : Hugues Aufray chante Félix Leclerc
- 2007 : Hugh !
- 2009 : New Yorker
- 2011 : Troubadour since 1948
- 2020 : Autoportrait
- 2022 : Hugues Aufray chante les plus belles chansons françaises

### Albums live
- 1964 : Olympia
- 1966 : En direct de l'Olympia
- 1969 : Récital Hugues Aufray
- 1974 : Hasta Luego - Olympia
- 1982 : Route 82
- 1993 : Route 91
- 1997 : Au Casino de Paris
- 2005 : Plus live que jamais
- 2015 : Troubadour Tour

### Principales compilations
- 1969 : Hugues Aufray
- 1976 : Hugues Aufray
- 1978 : Hugues Aufray - Le Disque d'Or
- 1980 : Hugues Aufray - Le Disque d'Or (volume 2)
- 1982 : Hugues Aufray - Compilation
- 1984 : Les plus belles chansons de Hugues Aufray
- 1988 : Hugues Aufray: la compilation
- 1990 : Santiano
- 1992 : Best-of: Hugues Aufray
- 1993 : Versions originales volume 1: Santiano
- 1994 : The very best of Hugues Aufray
- 1995 : Versions originales volume 2: Le rossignol anglais
- 1996 : Versions originales volume 3: Céline
- 1996 : Versions originales volume 4: Adieu Monsieur le Professeur
- 1997 : Versions originales volume 5: Aufray chante Dylan
- 1998 : Le meilleur de Hugues Aufray
- 1999 : Collection légende: Hugues Aufray
- 2001 : Santiano et autres succès de Hugues Aufray
- 2003 : Tendres années 1960
- 2005 : Les 50 plus belles chansons de Hugues Aufray
- 2007 : Best-of de Hugues Aufray
- 2008 : Collection Prestige: Hugues Aufray
- 2009 : Les chansons de Hugues Aufray
- 2010 : Les premiers succès
- 2011 : Les débuts 1959
- 2012 : Petit homme
- 2013 : Les 100 plus belles chansons
- 2014 : Succès de légende: Santiano...
- 2015 : Georgia
- 2018 : L'Homme libre
- 2019 : 32 grand succès de Hugues Aufray
- 2020 : Hugues Aufray (1959-1962)
- 2021 : Premiers succès
- 2021 : Versions originales (1959-1962)
- 2022 : Versions originales (1963-1965)
- 2022 : Versions originales (1966-1969)
- 2023 : Intégrale Hugues Aufray (24CDS)
- 2024 : Hugues Aufray: les plus grand succès

## Filmographie

### Cinéma
- 1958 : Tant d'amour perdu de Léo Joannon : Rôle indéfini
- 2014 : Avis de mistral de Rose Bosch : Élie, l'ex-hippie musicien

### Télévision
- 2006 : Sous le soleil : Yago
- 2007 : Sur un air de fête : Lui-même
- 2022 : Ils s'aiment... enfin presque ! : Maurice

## Décorations
- Chevalier de la Légion d'honneur (2012)[46],[47]
- Commandeur de l'ordre des Arts et des Lettres (2006)[10] ; officier en 1997[2]
- Chevalier de l'ordre du Mérite agricole (1994)[48]